# Reinhard Egger
Reinhard Egger (Wörgl, 11 de septiembre de 1989) es un deportista austríaco que compite en luge en la modalidad individual.
Ganó dos medallas de plata en el Campeonato Mundial de Luge de 2019, en las pruebas individual y por equipo. Participó en dos Juegos Olímpicos de Invierno, en los años 2014 y 2018, ocupando el octavo lugar en Sochi 2014, en la prueba individual.

## Palmarés internacional
| Campeonato Mundial | Campeonato Mundial    | Campeonato Mundial | Campeonato Mundial |
| Año                | Lugar                 | Medalla            | Prueba             |
| ------------------ | --------------------- | ------------------ | ------------------ |
| 2019               | Winterberg (Alemania) | Medalla de plata   | Individual         |
| 2019               | Winterberg (Alemania) | Medalla de plata   | Equipo             |